# بوروک

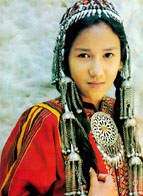
دختری ترکمن با لباسهای سنتی؛ بریک، «شلپه» زیوری که به لبه کلاه متصل شده، موهای بافته شده در چهار گیسو و «بقو» (سینه ریز)

بوروک (یا برک، بورک، بوریک و بوریگ) (به ترکمنی: Börük) (همچنین تاسه گ و تاخیه) کلاه گرد و کوچکی است که دختران ترکمن تا پیش از ازدواج بر سر می‌گذارند. 
بورگ معمولاً با پولک‌های رنگی و قبه‌های نقره سوزن دوزی می‌شود و بر سر داشتن آن به مفهوم ازدواج نکرده بودن دختر است. دختر ترکمن دو یا سه روز پس از عروسی، بورک را به خانهٔ پدر خود برمیگرداند و اگر خواهر کوچک‌تری داشته باشد، به او داده می‌شود.
استفاده از بورگ سنتی بسیار قدیمی و خاص ترکمنان چادرنشین است و امروزه نیز سراسر ترکمن‌های ایران و ترکمنستان آن را رعایت می‌کنند.
استفاده از این کلاه در سال‌های اخیر میان ترکمن‌های خراسان شمالی کاهش یافته‌است